# Наводнение в Мозамбике (2007)
Мозамбикское наводнение 2007 года началось в конце декабря 2006 года, когда ГЭС Кахора-Баса затопило от обильных дождей на юге Африки. Ситуация ухудшилась 22 февраля 2007 года, когда Циклон Фавио обрушился на центральную провинцию Иньямбане; эксперты, отслеживающие циклон, предсказали, что это ухудшит наводнение в долине реки Замбези. Замбези вышла из берегов, затопив окрестности Мозамбика. Реки Чир и Рибувью также затопило.
14 февраля 80 600 человек были эвакуированы из своих домов в провинциях Тете, Маника, Софала и Замбезия. 22 февраля Управление по координации гуманитарных вопросов сообщило, что примерно 121 000 человек покинули свои дома в результате наводнения. Некоторые люди отказались покидать свои дома и бросать скот. 29 человек пострадало, 10 человек погибло.
В начале февраля мозамбикские власти не думали, что наводнение будет столь разрушительным, как в 2000 г. и 2001 г. Паулу Зуцула, глава Мозамбикского Национального агентства, сказал: «Мы ожидаем ещё больше воды, чем в 2001 году. Ситуация ухудшается и будет ухудшаться, но на этот раз мы подготовлены лучше, чем в 2001 году». Всемирная продовольственная программа, оценила, что до 285 000 человек могут нуждаться в продовольственной помощи. Поставки продовольственной помощи по линии ВПП начались 15 февраля. Один вертолет был подготовлен для оказания помощи в эвакуационных центрах. Тем не менее, тысячи людей не получили продукты питания или питьевую воду, и угроза вспышек заболеваний также возросла; Пауло Зуцула отказался от своих предыдущих комментариях о готовности, говоря: «Мы не были готовы… это ещё одна катастрофа».